# 朗德芒廷 (加利福尼亞州)
朗德芒廷（英語：Round Mountain）是位於美國加利福尼亞州沙斯塔縣的一個人口普查指定地區。

## 地理
朗德芒廷的座標為40°47′59″N 121°56′35″W / 40.79972°N 121.94306°W，而該地最高點為海拔高度635米（即2080英尺）。

## 人口
根據2010年美國人口普查的數據，朗德芒廷的面積為4.360平方千米，當中陸地面積為4.343平方千米，而水域面積為0.017平方千米。當地共有人口155人，而人口密度為每平方千米35人。